# Peter Paul Rainer (Politiker)
Peter Paul Rainer (* 20. Juli 1967 in Bozen) ist ein ehemaliger rechtspopulistischer Südtiroler Politiker. Im Jahr 1997 wurde er zu einer Freiheitsstrafe von 22 Jahren und sechs Monaten für den Mord an seinem politischen Weggefährten Christian Waldner verurteilt. Mitte 2013 wurde er wegen guter Führung vorzeitig aus der Haft entlassen.

## Leben
Rainer war von 1985 bis 1992 Funktionär der regierenden Südtiroler Volkspartei (SVP), von 1989 bis 1992 politischer Geschäftsführer der SVP-Jugendorganisation Junge Generation und Mitglied des Parteiausschusses. Zusammen mit Stephan Gutweniger, Pius Leitner und Christian Waldner, die die Führung in der Jungen Generation und im Südtiroler Schützenbund übernommen hatten, versuchte er erfolglos, die SVP auf eine betont (deutsch-)nationale Linie zu bringen, die letztendlich eine Loslösung Südtirols vom italienischen Staat propagieren sollte. 1988 war er persönlicher Referent des Präsidenten des Regionalrats Trentino-Südtirol Luis Zingerle und Organisator der Kampagne „Paketabschluss, so nicht“.
Rainer war ein Gegner des Abschlusses der Südtiroler Autonomieverhandlungen mit Italien und der Abgabe der Streitbeilegungserklärung vor den Vereinten Nationen und trat deshalb 1992 aus der Südtiroler Volkspartei aus. Im selben Jahr unterstützte er als Vorsitzender eines Promotorenkomitees die Gründung der Partei Die Freiheitlichen als Südtiroler Schwesterpartei der österreichischen FPÖ, ohne selbst eine Parteifunktion zu übernehmen.
1994 wurde er im Südtiroler Schützenbund zum Bildungs- und Kulturreferenten berufen und Mitglied der Bundesleitung. Zur selben Zeit verfasste er auch mehrere Beiträge, welche 1994/95 in der Wochenzeitung Junge Freiheit erschienen, eine Tätigkeit, welche er während seiner Haftzeit im Gefängnis von Trient wieder aufnahm. 1996 promovierte er an der Universität Innsbruck mit einer Dissertation zur Toponomastik in Südtirol.
Im Januar 2015 trat er öffentlich bei einer Pegida-Veranstaltung in Linz in Erscheinung.

## Mordfall
Am 17. Februar 1997 wurde der ehemalige Parteivorsitzende der Freiheitlichen Christian Waldner, der 1995 aus der Partei ausgeschlossen worden war, am Reichrieglerhof durch fünf Schüsse ermordet aufgefunden. Als wahrscheinliches Todesdatum wurde später der 15. Februar festgesetzt.

### Geständnisse
Fünf Tage nach dem Mord wurde Peter Paul Rainer verhaftet. Da die Staatsanwaltschaft Rainer ein gefälschtes Alibi nachweisen konnte, gestand er beim ersten Verhör – noch ohne Rechtsbeistand – die Tat. Am nächsten Tag sagte er seinen engsten Familienangehörigen, dass er unschuldig sei. Am selben Tag führte er die Polizei zu seinem bei Sigmundskron im Wald versteckten Norinco-Jagdgewehr. Laut der Staatsanwaltschaft Bozen war dieses Jagdgewehr die Tatwaffe.
Kurz darauf bestätigte Rainer in einem Fernsehinterview erneut, Christian Waldner ermordet zu haben. Das in der italienischen Rechtsgeschichte einmalige Fernsehinterview fand auf Rainers Wunsch hin statt und wurde von Rai Tre ausgestrahlt. Zum Mordmotiv gab Rainer an, er sei wegen eines gefälschten Maturadiploms von Waldner erpresst worden. Rainer hatte in Innsbruck dank einer Studienberechtigung Geschichte studieren können, jedoch wurde sein derart erlangter Titel in Italien nicht anerkannt. Daher habe er nachträglich ein Maturadiplom gefälscht, um die Anerkennung seines Studientitels zu erreichen. Waldner habe von der Fälschung gewusst und ihn damit erpresst, so Rainer.
Die Staatsanwaltschaft stellte die Ermittlungen nach Rainers Geständnis und dem Auffinden seines Jagdgewehrs praktisch ein. So wurde z. B. das Gewehr von Rainer nicht mehr auf Fingerabdrücke untersucht.

### Erste Verurteilung
Zu Beginn des Prozesses am Landesgericht Bozen widerrief Rainer sein Geständnis und beteuerte seine Unschuld. Das Landesgericht Bozen verurteilte ihn am 11. August 1997 wegen Mordes zu 20 Jahren und wegen illegalen Waffenbesitzes zu zweieinhalb Jahren Gefängnis, wobei die Erpressung durch Christian Waldner als mildernder Umstand anerkannt wurde. Im Gefängnis holte Rainer die Matura nach.

### Weitere Prozesse
In zweiter Instanz wurde der Mordfall am Oberlandesgericht Trient verhandelt. Während des Prozesses in Trient erhielt der vorsitzende Richter eine Morddrohung im Namen der in den 1980ern aktiven Terrororganisation Ein Tirol. Auch ein an ihn geschicktes, fingiertes Dossier des italienischen militärischen Geheimdiensts SISMI, das Rainer entlasten und dem Mordopfer Kontakte zum osteuropäischen organisierten Verbrechen unterstellen sollte, sorgte für Aufregung. Das Oberlandesgericht Trient sprach Rainer am 2. Dezember 1998 „wegen erwiesener Schuldlosigkeit“ frei und setzte ihn umgehend auf freien Fuß.
Im November 1999 ordnete das Kassationsgericht in Rom aufgrund einer Beschwerde der Staatsanwaltschaft Bozen eine Wiederaufnahme des Verfahrens am Oberlandesgericht Brescia an. Am 20. Mai 2000 bestätigte das Oberlandesgericht Brescia „aus der Beweislage heraus, wegen der Geständnisse, die Details zutage brachten, die nur der Täter wissen konnte, und wegen eines erwiesenen Tatmotivs“ den erstinstanzlichen Schuldspruch des Bozner Landesgerichts. Das Kassationsgericht in Rom bestätigte den in Brescia verhängten erneuten Schuldspruch.

### Erneute Verhaftung und Auslieferung
Unterdessen arbeitete Rainer von August 1999 bis Mai 2000 unter einem Pseudonym beim christlichen Radiosender Horeb in Balderschwang im Oberallgäu. Als das Urteil in Brescia am 20. Mai 2000 erging, war er unauffindbar. Aus diesem Grund erließ das Gericht von Brescia nach der Urteilsverkündung einen internationalen Haftbefehl „wegen Flucht- und Wiederholungsgefahr“ und da Rainer fortgesetzten Kontakt zu „ultranationalen, extremistischen Kreisen im Ausland“ habe, die ihn verstecken könnten. Nach fast achtmonatiger Fahndung durch Interpol wurde Rainer am 4. Januar 2001 von der österreichischen Polizei in Wien-Rudolfsheim verhaftet.
Rainers Rechtsbeistand, der ehemalige österreichische Justizminister Harald Ofner, bemühte sich, eine Auslieferung Rainers an Italien zu verhindern. Am 9. Oktober 2001 befand das mit dem Auslieferungsverfahren befasste Oberlandesgericht Wien, dass „ein sofortiger Beweis der völligen Unmöglichkeit seiner Täterschaft“ nicht gegeben sei. Rainer wurde daher am 28. Dezember 2001 an Italien ausgeliefert.

### Haftstrafe und Wiederaufnahmeverfahren
Nach der Auslieferung verbüßte Rainer seine Haftstrafe im Gefängnis von Padua. 2005 wies das Oberlandesgericht Venedig einen Antrag Rainers auf Wiederaufnahme des Verfahrens ab. Zu Jahresbeginn 2007 ordnete das Kassationsgericht in Rom die Wiederaufnahme des Verfahrens an, da die Verteidigung drei neue Entlastungszeugen aufbieten konnte. Dieses – nun achte – Gerichtsverfahren im Mordfall Waldner wurde am Oberlandesgericht Triest verhandelt. Am 20. Oktober 2008 entschied das Gericht, dass es bei 20 Jahren und sechs Monaten Haft für Peter Paul Rainer wegen Mordes bleibt, da, so die Urteilsbegründung, die drei neuen Entlastungszeugen nicht glaubwürdig seien.
Wegen guter Führung konnte Rainer gegen Ende seiner Haftzeit tagsüber einer Arbeit nachgehen. Mitte 2013 wurde er vorzeitig aus der Haft entlassen.

### Rezeption
Medien in zumindest vier Ländern (Deutschland, Österreich, Italien und der Schweiz) berichteten jahrelang über den Fall. Die Presse deckte Kontakte des Opfers sowie des Täters zu rechtsextremen Kreisen und zu italienischen und österreichischen Geheimdiensten auf. Der ungewöhnliche Mordfall an sich, Versäumnisse bei den polizeilichen Ermittlungen und die dubiosen Kontakte sowohl des Opfers als auch Rainers ließen eine ganze Reihe an Verschwörungstheorien erblühen.
Waldner und Rainer waren 1992 gemeinsam an der Gründung der Partei Die Freiheitlichen beteiligt gewesen. Waldner wurde Parteivorsitzender, in dieser Funktion jedoch 1994 abgewählt und wegen „finanzieller Unregelmäßigkeiten“ 1995 aus der Partei ausgeschlossen. Waldner behielt sein Mandat im Südtiroler Landtag und näherte sich vor seinem Tod der Lega Nord an. Der Politiker Carlo Palermo erklärte vor Gericht, dass Waldner über ein Dossier verfügt habe, mit dem die „illegale Finanzierung einer Südtiroler Partei hätte nachgewiesen werden können“. Dieses Dossier wurde nie gefunden.
Im österreichischen Parlament gab es vier Parlamentsanfragen im Zusammenhang mit dem Mordfall:
- Anfrage 2075/J-NR/1997 – zu Rainers Tätigkeit an der Universität Innsbruck sowie zur Finanzierung dieser Tätigkeit[22]
- Anfrage 2127/J XX.GP – zu Rainers Einstellung an der Universität Innsbruck[23]
- Anfrage 2157/J XX.GP – zur Rolle des österreichischen Heeres-Nachrichtenamts[24]
- Anfrage 3220/J XXI.GP – zur unverhältnismäßig langen Dauer des Auslieferungsverfahrens[25]

Der Südtiroler Journalist Artur Oberhofer schrieb zwei Bücher zu dem Fall. In dem Buch Mordfall Waldner (1998) versuchte er die Unschuld Rainers zu belegen. In Mordfall Waldner – Die neuen Fakten (2001) analysierte Oberhofer die Ungereimtheiten in Rainers Verhalten, insbesondere nach dem Freispruch von Trient.